# Golden Grove (Carolina del Sud)
Golden Grove és una concentració de població designada pel cens dels Estats Units a l'estat de Carolina del Sud. Segons el cens del 2000 tenia 2.348 habitants.

## Demografia
Segons el cens del 2000, Golden Grove tenia 2.348 habitants, 914 habitatges i 687 famílies. La densitat de població era de 155,2 habitants/km².
Dels 914 habitatges en un 33,3% hi vivien nens de menys de 18 anys, en un 58,9% hi vivien parelles casades, en un 12,4% dones solteres, i en un 24,8% no eren unitats familiars. En el 20,7% dels habitatges hi vivien persones soles el 7,2% de les quals corresponia a persones de 65 anys o més que vivien soles. El nombre mitjà de persones vivint en cada habitatge era de 2,57 i el nombre mitjà de persones que vivien en cada família era de 2,96.
Per edats la població es repartia de la següent manera: un 25,2% tenia menys de 18 anys, un 7,5% entre 18 i 24, un 31,2% entre 25 i 44, un 23,9% de 45 a 60 i un 12,2% 65 anys o més.
L'edat mediana era de 37 anys. Per cada 100 dones de 18 o més anys hi havia 88,6 homes.
La renda mediana per habitatge era de 41.447 $ i la renda mediana per família de 50.670 $. Els homes tenien una renda mediana de 32.286 $ mentre que les dones 24.451 $. La renda per capita de la població era de 17.737 $. Entorn del 6% de les famílies i el 8% de la població estaven per davall del llindar de pobresa.

## Poblacions més properes
El següent diagrama mostra les poblacions més properes.